# Свети Кипријан
Свештеномученик Кипријан (лат. Thascius Caecilius Cyprianus; око 210 — 14. септембра 258.) је био бискуп Картагине и ранохришћански писац берберског порекла, чија су многа латинска дела сачувана. Признат је као светац у западној и источној цркви.
Рођен је око почетка 3. века у северној Африци, можда у Картагини, где је стекао класично образовање. Убрзо по преласку у хришћанство, постао је епископ 249. године. Контроверзна личност током свог живота, његове снажне пасторалне вештине, чврсто понашање током новатијанистичке контроверзе и избијања Кипријанове куге (назване тако по његовом описивању догађаја), и коначно мучеништво у Картагини, утврдили су његову репутацију и доказали његову светост у очима Цркве. Његова вешта латинска реторика довела је до тога да се сматрао најистакнутијим латинским писцем западног хришћанства све до Јеронима и Августина.

## Живот
Рођен је у Картагини, од родитеља пагана. Живео је у време цара Деција у Антиохији Сиријској. У младости је био филозоф и волхв у служби бога Аполона. 
По покајању за служење идолима, обратио се у хришћанство - крстио га је епископ Антим, који га је и рукоположио за презвитера. Касније је Кипријан изабран и за епископа Картагине. Након што је био оклеветан од стране многобожаца владару Евтолмију, заједно са Светом Јустином захваљујући чијој правој вери и одолевању чинима (које је он сам, по наговору младића Аглаида бацао на њу) је и сам схватио силу Господа Исуса Хиста, бива бачен у тамницу.
И након дугог мучења њих двоје су непрестано исповедали Христа, и трпели муке. По хришћанском веровању, то је разјарило њихове мучитеље који су их бацили у врео казан, али им кључајући казан ни најмање није нашкодио. Видевши то, неки идолски жрец по имену Атанасије изјави: И ја ћу исто тако у име бога Асклипија ући у тај огањ и посрамити ове волхве. Међутим, чим се дотакао огња, одмах је умро. 
Видевши то, мучитељ се уплаши, па не желећи да им даље суди, посла их цару Клаудију у Никомидију са подробним писменим извештајем о њима. Цар их осуди на посечење мачем 258. године.
По њему је названа Кипријанова куга. Његов ђакон и ученик био је Флавијан Картагински.

## Писања
Кипријанова дела су уређена у 3. и 4. свесци Патрологије Латина. Није био спекулативни теолог, његови списи су увек били везани за његову пастирску службу. Прво велико дело био је монолог који је изговорен пријатељу по имену лат. Ad Donatum, у којем се детаљно описује његово преобраћење, корупција римске власти и гладијаторски спектакли, и указује на молитву као „једино уточиште хришћана“. Још једно рано писано дело било је лат. Testimonia ad Quirinum. Током свог изгнанства из Картагине, Кипријан је написао своју најпознатију расправу, лат. De Ecclesiae Catholicae Unitate (О јединству католичке цркве), а по повратку у своје седиште, објавио је лат. De Lapsis (О палим). Још једно важно дело је његова Расправа о молитви Господњој. Сачувао се несумњиво само део његових писаних радова, а то се мора односити посебно на његову преписку, од којих је сачувано шездесетак писама, поред неких писама које је примио.

## Теологија

#### Свете тајне
Кипријан је веровао у крштење одојчади и причешће одојчади. Кипријан је, међутим, говорио против делотворности крштења које врше јеретици и инсистирао на њиховом поновном крштењу, и сматрао је да се евхаристија не може правилно освештати ван Цркве.

#### Црква
Кипријан је веровао да се пали и који су починили смртне грехе после крштења могу поново примити у Цркву после покајања и супротстављао се Новатијанима.

#### Остало
Кипријан је био амиленијалац. Августин је тврдио да је Кипријан поучавао дар истрајности. Кипријан је тврдио да се сваки дан из Постања састојао од 1000 година. 

## Поштовање
Свети Јустин Ћелијски у делу Житија Светих говори о овом светитељу, за 2. октобар. Православна црква слави Светог Кипријана заједно са Св. Јустином 2. октобра по јулијанском календару.